# Oliver Kegel
Oliver Kegel (Berlino Ovest, 14 giugno 1961) è un ex canoista tedesco.

## Palmarès

### Olimpiadi
- 1 medaglia:
  - 1 oro (Barcellona 1992 nel K4 1000 metri)

### Mondiali
- 8 medaglie:
  - 4 ori (Parigi 1991 nel K4 500 metri; Parigi 1991 nel K4 10000 metri; Copenaghen 1993 nel K4 1000 metri; Copenaghen 1993 nel K4 10000 metri)
  - 2 argenti (Parigi 1991 nel K4 1000 metri; Copenaghen 1993 nel K4 500 metri)
  - 2 bronzi (Duisburg 1987 nel K4 10000 metri; Città del Messico 1994 nel K4 1000 metri)